# Черск (гмина)
Черск (пол. Czersk) — городско-сельская гмина (волость) в Польше, входит как административная единица в Хойницкий повет, Поморское воеводство. Население — 20 380 человек (на 2004 год).

## Демография
| Перепись                       | Всего   | Всего | Женщины | Женщины | Мужчины | Мужчины |
| ------------------------------ | ------- | ----- | ------- | ------- | ------- | ------- |
| Единицы                        | человек | %     | человек | %       | человек | %       |
| Население                      | 20 380  | 100   | 10 206  | 50,1    | 10 174  | 49,9    |
| Плотность населения (чел./км²) | 53,7    | 53,7  | 26,9    | 26,9    | 26,8    | 26,8    |

## Соседние гмины
1. Гмина Брусы
2. Гмина Хойнице
3. Чарна-Вода
4. Гмина Калиска
5. Гмина Карсин
6. Гмина Осечна
7. Гмина Стара-Кишева
8. Гмина Сливице
9. Гмина Тухоля